# Jorge Novak
Jorge Novak,   (San Miguel Arcángel, 29. siječnja 1928. – 9. srpnja 2001.)  bio je biskup biskupije Quilmes u Argentini.
Za svećenika je zaređen 1954.  1976. je imenovan, a 1977. i zaređen za biskupa biskupije Quilmes u Argentini.
Umro je 9. srpnja 2001.
Podrijetlom je Hrvat.[nedostaje izvor]